# Buddies (1985)
Buddies ist ein US-amerikanischer Spielfilm aus dem Jahr 1985 von Arthur J. Bressan Jr. Er gilt als der erste Spielfilm über die AIDS-Epidemie. Er zeigt schwule Solidarität und richtet sich gegen Angst und Hysterie im Umgang mit Aids.

## Handlung
New York im Sommer 1985. Der 25-jährige schwule Schriftsetzer David Bennett will etwas gegen die AIDS-Epidemie tun. Er meldet sich freiwillig bei einem Community-Programm an, das Menschen mit HIV-Infektion mit „Buddies“ (freiwillige Ansprechperson für Patienten) zusammenbringt. So lernt er den 32-jährigen Aktivisten Robert Willow kennen. Robert wurde nach seiner Erkrankung von Partner und Freunden im Stich gelassen. In einem kleinen Krankenhauszimmer reden die beiden jungen Männer über ihr Leben, ihre Einstellung zum Schwulsein, leidenschaftlichen Sex und die Angst vor dem Tod. Als Roberts Fall die Aufmerksamkeit der Öffentlichkeit auf sich zieht, wird ihre intime Freundschaft hochpolitisch.

## Hintergrund
Arthur J. Bressan Jr. zählt zu den Pionieren des unabhängigen schwulen Filmschaffens und realisierte 1985 mit Buddies den ersten Spielfilm zur AIDS-Krise überhaupt. Lange bevor Filme wie Longtime Companion (1989) oder Philadelphia (1993) entstanden, war Arthur J. Bressan Jr.s Buddies der erste Spielfilm, der sich mit der AIDS-Epidemie beschäftigte. Das Drehbuch schrieb Bressan in nur fünf Tagen im Frühjahr 1985 in San Francisco mit Hilfe von Freunden, die von HIV betroffen waren. An neun weiteren Tagen drehte er mit einer kleinen Crew und einem Budget von nur 27.000 Dollar in New York City, Washington DC und San Francisco. Manfred Salzgeber, der damalige Leiter der Sektion Panorama der Berlinale, kannte Bressan bereits durch dessen Film Abuse, den er im offiziellen Festivalprogramm gezeigt hatte. Da sich 1985 kein deutscher Verleih fand, um den Film Buddies zu veröffentlichen, gründete Manfred Salzgeber kurzerhand seinen eigenen Filmverleih, die Edition Salzgeber. Er war überzeugt, dass Buddies so großartig und relevant sei, dass er Leben retten könne und deshalb im ganzen Land gezeigt werden müsse.
Buddies st auch eine energische Anklage gegen den verantwortungslosen Umgang der damaligen US-Regierung mit HIV/Aids, die lange zögerte, das Ausmaß der Epidemie zu benennen, geschweige denn finanzielle Mittel für die Erforschung der Krankheit oder die Versorgung der Betroffenen bereitzustellen.

## Rezeption
Axel Schock schreibt über Buddies als "bedeutendes Zeitdokument über den Umgang der schwulen Community mit der Aidskrise". Er meint, dass Bressan alle relevanten Aspekte der gesellschaftlichen und individuellen Auseinandersetzung mit der Epidemie erfasst und thematisiert habe, die uns bis heute beschäftigen: die Ignoranz der Verantwortlichen in der Pharmaindustrie und der Politik, die Heuchelei, Anfeindungen und Stigmatisierung aus der Mitte der Gesellschaft, sowie Schuldgefühle, Scham, Angst und Hysterie. Matthias Frings stimmt zu, dass der Film ein bedeutendes Zeitdokument ist. Er nennt Buddies sogar einen "Meilenstein des schwulen Films, den ersten Spielfilm über die AIDS-Epidemie". Er betont, dass kein renommierter Regisseur diese Herausforderung annahm, sondern jemand, der als Regisseur und Produzent von Pornofilmen begann. Frings findet es folgerichtig, dass Bressan darauf bestand, homosexuelle Lust darzustellen, trotz der damaligen Moralpredigten und der weit verbreiteten Forderung nach Abstinenz, die auch in der Schwulenbewegung selbst Vertreter fand.

## Produktion
Internationale Filmfestspiele Berlin 2019
Der Film wurde in der Info-Schau der 35en Berlinale in Deutschland uraufgeführt. 33 Jahre nach seiner Entstehung wurde der Film digital restauriert und neu veröffentlicht. Der deutsche Kinostart erfolgte am 31. Oktober 1985.